# Финк, Оливер
Оливер Финк (нем. Oliver Fink; род. 6 июня 1982, Хиршау, Бавария) — немецкий футболист, защитник.
Младший брат Оливера — Тобиас, также профессиональный футболист.

## Клубная карьера
Финк — воспитанник клубов «Шлихт», «Швандорф» и «Зюд Регенсбург». В 2002 году Оливер подписал контракт с клубом «Ян». В 2003 году он дебютировал во Второй Бундеслиге. В 2005 году Финк перешёл в бургхаузенский «Ваккер», а спустя два года подписал контракт с «Унтерхахингом». В 2008 году он помог команде выйти в Третью лигу Германии. В 2009 году Финк присоединился к дюссельдорфской «Фортуне». 8 августа в матче против «Падерборна 07» он дебютировал за новый клуб. В этом же поединке Оливер забил свой первый гол за «Фортуну». В 2012 году Финк помог команде выйти в элиту. 25 августа в матче против «Аугсбурга» он дебютировал в Бундеслиге. По итогам сезона клуб вылетел из первого дивизиона страны, но Финк остался в команде. В 2018 года он вновь помог клубу выйти в Бундеслигу.